# Іскендеров Мамед Сальманович
Мамед Сальманович (Салман огли) Іскендеров (30 грудня 1908, селище Уруд Зангезурського повіту Єлизаветпольської губернії, тепер село Воротнаван, Вірменія — 20 травня 1965, Баку, Азербайджан) — вірменський та азербайджанський радянський діяч, секретар ЦК КП(б) Вірменії, директор Азербайджанської філії Інституту Маркса–Енгельса–Леніна при ЦК КПРС. Депутат Верховної ради СРСР 2-го скликання. Кандидат історичних наук (1955).

## Життєпис
У 1927—1928 роках — слухач Еріванських педагогічних курсів.
У 1928—1930 роках — вчитель і директор школи в Кафанському районі Зангезурського округу.
У 1930—1933 роках — студент Закавказького комуністичного університету. Член ВКП(б).
У 1933—1936 роках — інструктор Закавказького крайового комітету ВКП(б).
У 1936—1937 роках — в апараті ЦК КП(б) Азербайджану.
У 1937 році — редактор газети «Красный восход» у Єревані.
З 1937 по березень 1941 року — 1-й секретар Ведінського районного комітету КП(б) Вірменії; секретар Єреванського міського комітету КП(б) Вірменії; завідувач промислового відділу ЦК КП(б) Вірменії.
26 березня 1941 — серпень 1943 року — секретар ЦК КП(б) Вірменії із промисловості і транспорту.
У серпні 1943 — 1947 року — заступник секретаря ЦК КП(б) Вірменії із промисловості — завідувач промислового відділу ЦК КП(б) Вірменії.
У 1947 році закінчив екстерном історичний факультет Єреванського державного факультету. У 1947—1950 роках — аспірант Академії суспільних наук при ЦК ВКП(б).
У 1950—1956 роках — завідувач відділу пропаганди та агітації ЦК КП(б) Азербайджану.
У 1956 — 20 травня 1965 року — директор Азербайджанської філії Інституту Маркса–Енгельса–Леніна при ЦК КПРС.
Помер 20 травня 1965 року в місті Баку. Похований на алеї почесних поховань у Баку.

## Нагороди
- орден Вітчизняної війни І ст.
- орден Червоної Зірки
- медалі